# Nederlandse Vereniging van Spiritualisten "Harmonia"
De Nederlandse Vereniging van Spiritualisten "Harmonia" is de grootste spiritistische vereniging in Nederland en werd op 27 december 1888 als "Nederlandse Vereniging van Spiritisten Harmonia" opgericht. In Nederland zijn meerdere afdelingen. 
Leden van de vereniging hebben de overtuiging dat bij de dood het leven niet ophoudt. Men beleeft het leven op grond van deze spiritualistische gedachte. Hierdoor is er interesse voor alles wat te maken heeft met, wat zij noemen, de ‘Andere Wereld’, en de, naar hun geloof, daaruit voort kunnen komende contacten.  Ook heeft men interesse in paranormale verschijnselen. In deze levensbeschouwing verwacht men een harmonieuze relatie met zichzelf en de wereld om zich heen.
Een van de doelstellingen van de vereniging is het bevorderen van een filosofische en/of religieuze interpretatie van eventueel verkregen feitenkennis.
De vereniging is gevestigd in De Bilt en is de overkoepeling van elf afdelingen. Ze geeft bekendheid over haar spiritualistische levensvisie en ondersteunt en adviseert haar afdelingen. Informatie over haar levensvisie geeft de vereniging weer in eigen publicaties. Ook worden kaderdagen, ontmoetingsdagen en andersoortige bijeenkomsten (o.a. cursussen en workshops) georganiseerd, zowel landelijk, regionaal als plaatselijk. De bijeenkomsten worden gevuld met lezingen en getuigenissen van paranormale of helderziende waarnemingen en psychometrie door mediums of paragnosten.  Op de dag dat de rooms-katholieke christenen Allerzielen vieren, wordt altijd een grote bijeenkomst georganiseerd. Ook voor spiritualisten is dit een belangrijke dag. De bijeenkomst wordt doorgaans gevierd met een bloemenseance. De bloemen worden door de bezoekers meegebracht. 

## Verenigingsarchief 1888-2013
Het volledige verenigingsarchief van Harmonia geïndexeerd en in november 2013 overgedragen aan Het Utrechts Archief en is daar openbaar toegankelijk.